# کروپ کا ۵
کروپ کا ۵ (به انگلیسی: Krupp K5) یک توپ سنگین ریلی بود که توسط آلمان نازی در طول جنگ جهانی دوم مورد استفاده قرار می‌گرفت.

## تاریخچه

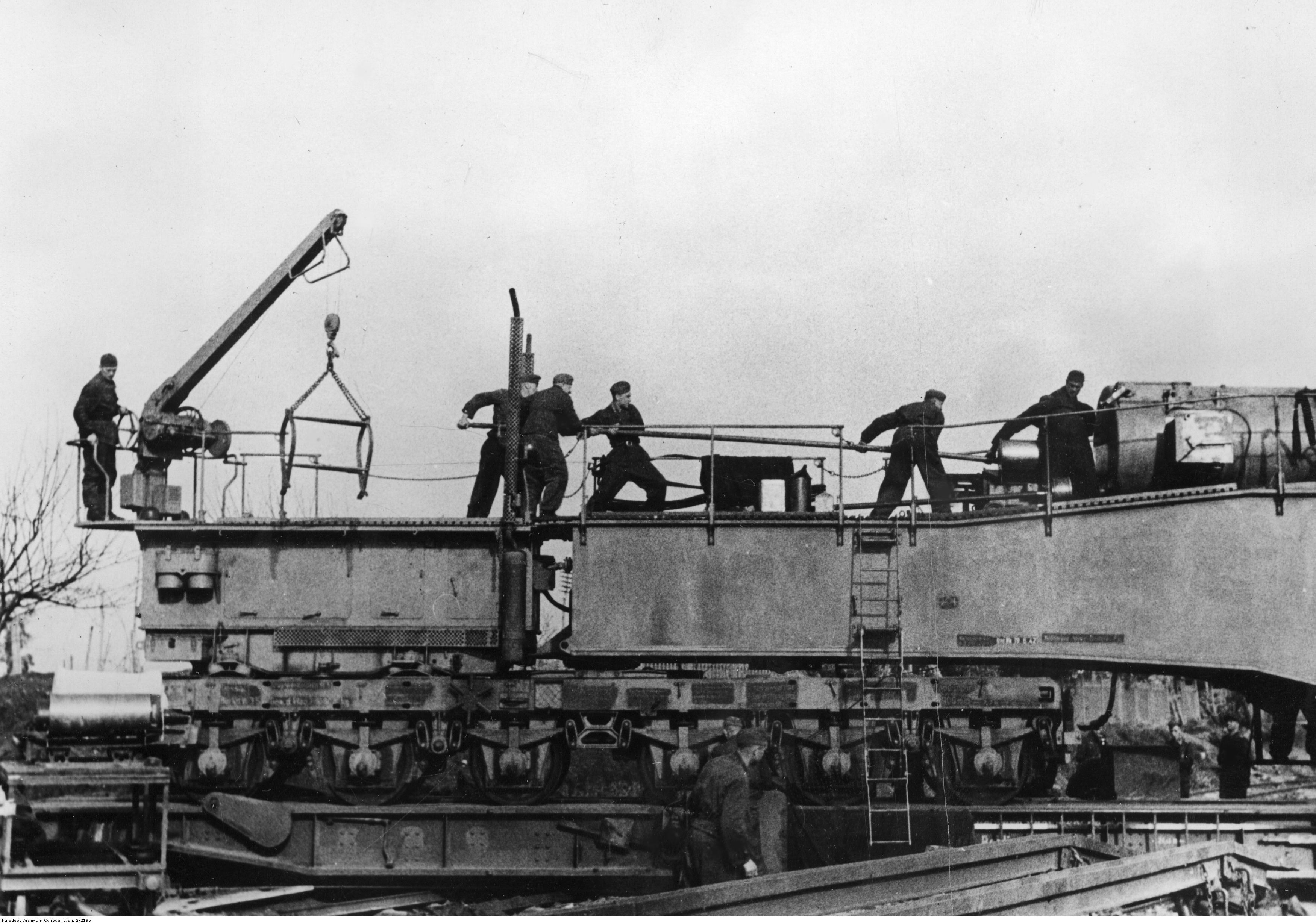
یکی از توپ‌های کروپ کا ۵ در حال بارگزاری گلوله توسط خدمهٔ آن، آنتسیو، ایتالیا، مه ۱۹۴۴

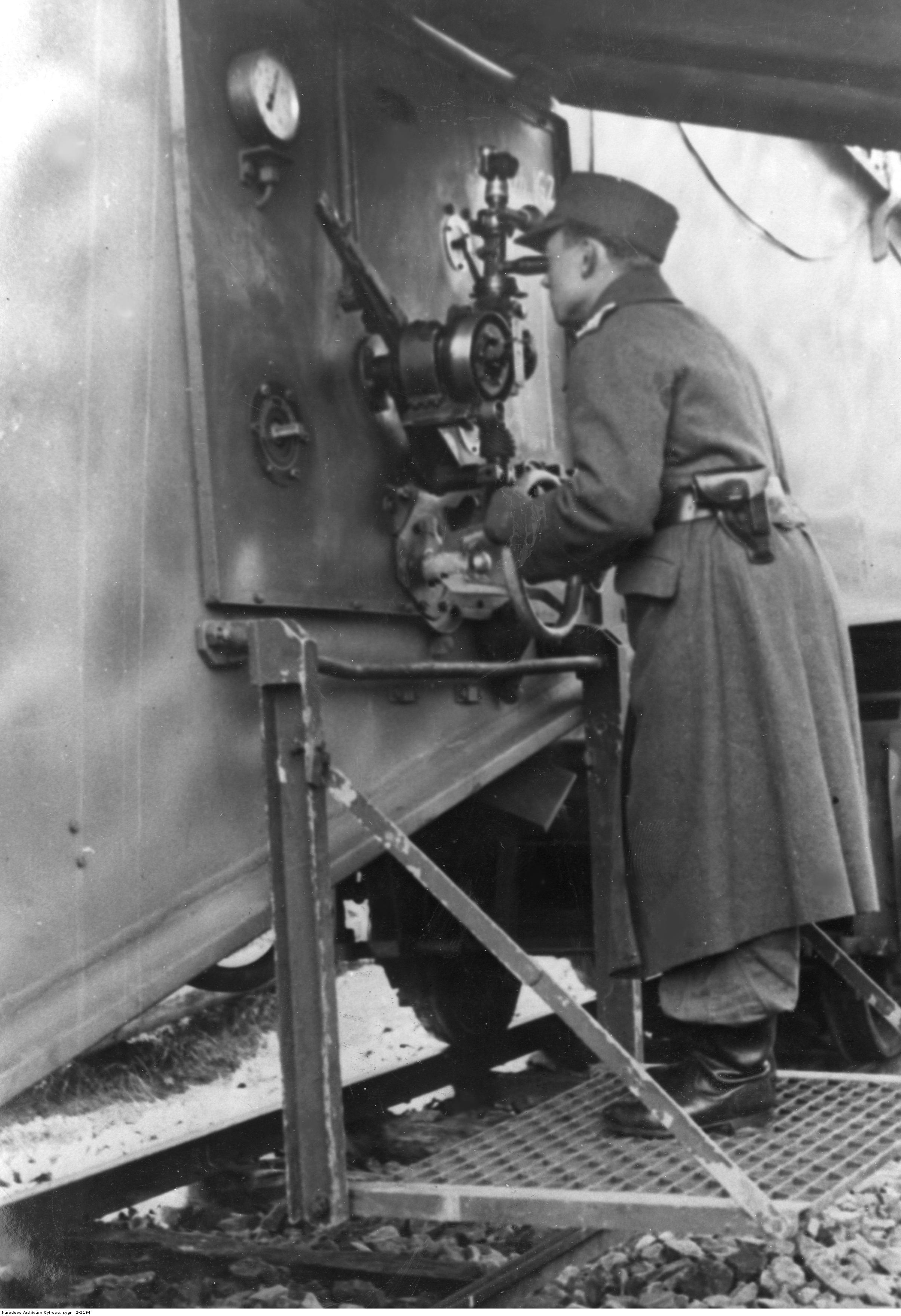
یک سرباز توپچی در حال نشانه‌گیری یکی از توپ‌های کروپ کا ۵، آنتسیو، مه ۱۹۴۴

توسعهٔ توپ کروپ کا ۵ در سال ۱۹۳۴ آغاز شد و اوّلین آزمایش آن در سال ۱۹۳۶ در داروووو در پومرانی دور در ساحل جنوبی دریای بالتیک انجام شد. آزمایش‌های اوّلیه با یک توپ کالیبر ۱۵۰ میلی‌متری با عنوان K5M انجام شدند.
هشت عراده از این توپ‌ها برای حمله به فرانسه استفاده شدند. هر چند مشکلاتی در شکافته شدن لولهٔ توپ در هنگام شلیک وجود داشت؛ امّا با تغییراتی در لولهٔ توپ، این مشکل برطرف شد. این توپ‌ها تا پایان جنگ، تحت عنوان K5 Tiefzug 7 mm قابل اعتماد بودند. سه عراده از این توپ‌ها در ساحل کانال مانش نصب شدند و قرار بود کشتی‌های بریتانیایی را در کانال هدف قرار دهند، امّا در انجام این کار موفقیتی به دست نیاوردند.
دو عراده توپ کروپ کا ۵ که توسط خدمهٔ آلمانی آن‌ها رابرت و لئوپولد نامگذاری شده بودند، برای مقابله با ورود متفقین به شهر آنتسیو در فوریه ۱۹۴۴ به ایتالیا اعزام شدند. سربازان متفقین که در ساحل گیر افتاده بودند، به دلیل صدایی شبیه به قطار سریع‌السیر که گلوله‌های توپ ایجاد می‌کردند، به این دو توپ آلمانی لقب «آنزیو آنی» و «آنزیو اکسپرس» داده بودند. در ۱۸ مه ۱۹۴۴، این دو توپ باقی‌ماندهٔ مهمات خود را شلیک کردند و سپس در امتداد راه‌آهن ساحلی به سمت محوطهٔ راه‌آهن در چیویتاوکیا گریختند تا برای تخلیه آماده شوند، امّا این امر غیرممکن بود؛ به همین دلیل، توپ‌ها توسط خدمهٔ آن‌ها منهدم شدند.
پیشنهادهایی برای اصلاح یا تولید مدل‌های جدید توپ کروپ کا ۵ هرگز به مرحلهٔ تولید نرسیدند؛ از جمله پیشنهادی که می‌توانست شاسی اصلاح‌شدهٔ تانک تیگر ۲ را جایگزین ارابه‌های واگن توپ کند. این پروژه با شکست آلمان نازی به پایان رسید.

## پرتابه‌ها
کروپ کا ۵ از دو نوع پرتابه با قدرت انفجاری بالا استفاده می‌کرد: پرتابه ۲۸ سانتی‌متری G35 که ۲۵۵ کیلوگرم (۵۶۲ پوند) وزن داشت و دارای ۳۰٫۵ کیلوگرم (۶۷ پوند) تی‌ان‌تی بود. پرتابه ۲۸ سانتی‌متری Gr.39 m. Hbgr. Z که کمی سنگین‌تر بود و ۲۶۵ کیلوگرم (۵۸۴ پوند) وزن داشت و دارای حدود ۴۴٫۵ کیلوگرم (۹۸ پوند) تی‌ان‌تی بود. پرتابه‌ها از قبل دارای شیارهای زاویه‌داری در امتداد قسمت میانی خود بودند تا قبل از شلیک با شیار لولهٔ توپ‌ها هم‌تراز باشند.

پرتابه‌های کمک‌گیرنده از راکت ۲۸ سانتی‌متری با نام R. GR.4351 شناخته می‌شدند. این نوع پرتابه‌ها ۱۴ کیلوگرم (۳۱ پوند) مادّهٔ منفجره حمل می‌کردند و با حدود ۲۰ کیلوگرم (۴۰ پوند) باروت بی‌دود تقویت شده بودند. وزن آن‌ها ۲۴۸ کیلوگرم (۵۴۷ پوند) بود. ۱۹ ثانیه پس از شلیک، موتور راکت روشن می‌شد و پرتابه با شتاب از میان استراتوسفر عبور می‌کرد. وقتی راکت خاموش می‌شد، بخش مرکزی که موتور راکت در آن قرار داشت، جدا می‌شد و پرتابه به مسیر خود ادامه می‌داد. حداکثر برد این نوع پرتابه ۸۶ کیلومتر (۵۳ مایل) بود؛ امّا به دلیل وزن موتور راکت، پرتابه مواد منفجرهٔ کمتری حمل می‌کرد.
- پرتابهٔ ۲۸ سانتی‌متری شیاردار
- تصویری از اجزای اصلی پرتابهٔ کمک‌گیرنده از راکت (چپ) و پرتابهٔ شیاردار (راست)
- یک پرتابهٔ کامل ۲۸ سانتی‌متری شیاردار

## توپ‌های بازمانده

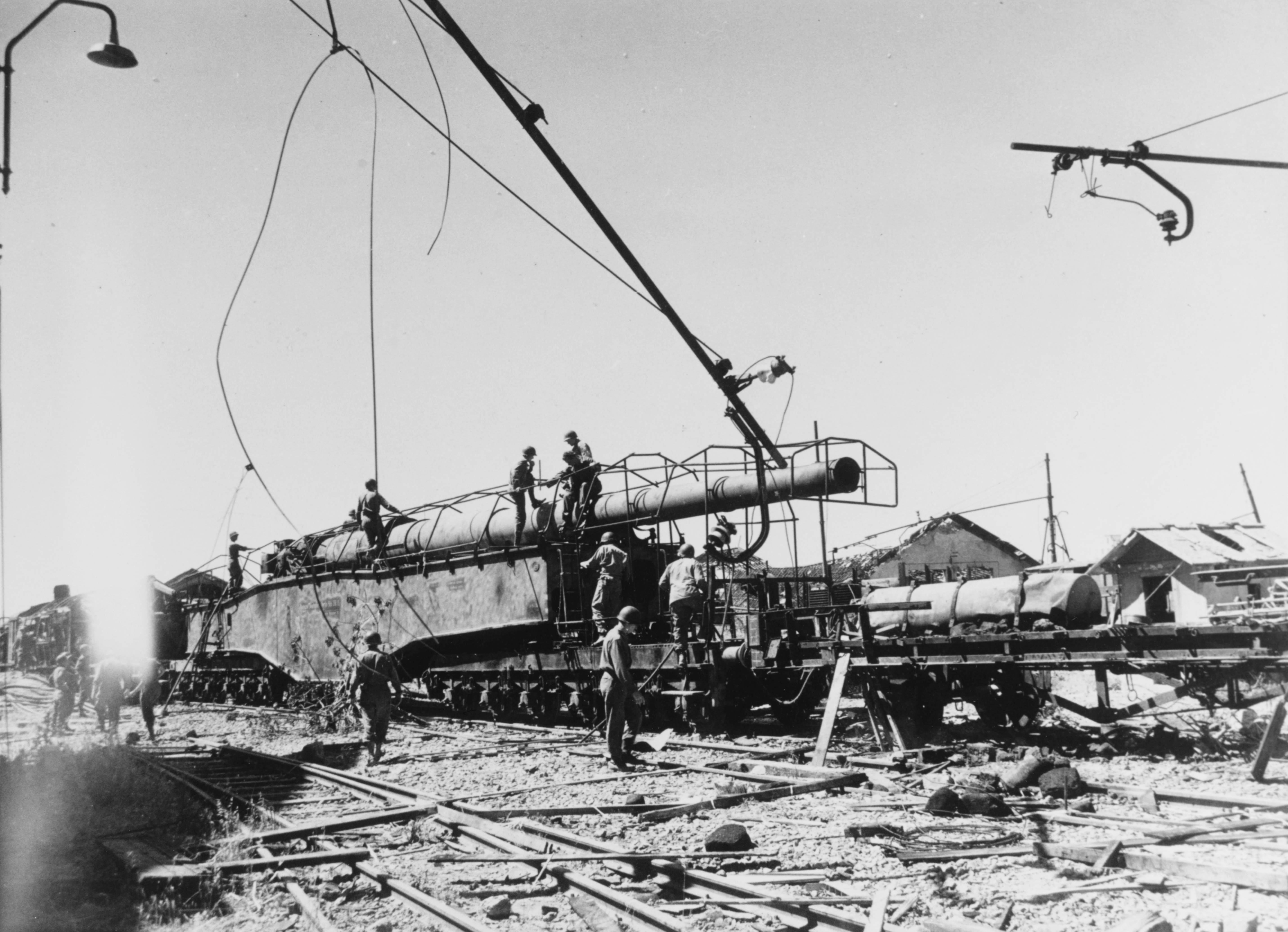
یک توپ کروپ کا ۵ توسط سربازان آمریکایی در محوطهٔ راه‌آهن بمباران‌شدهٔ چیویتاوکیا در ایتالیا در حال بررسی است. ۹ ژوئن ۱۹۴۴

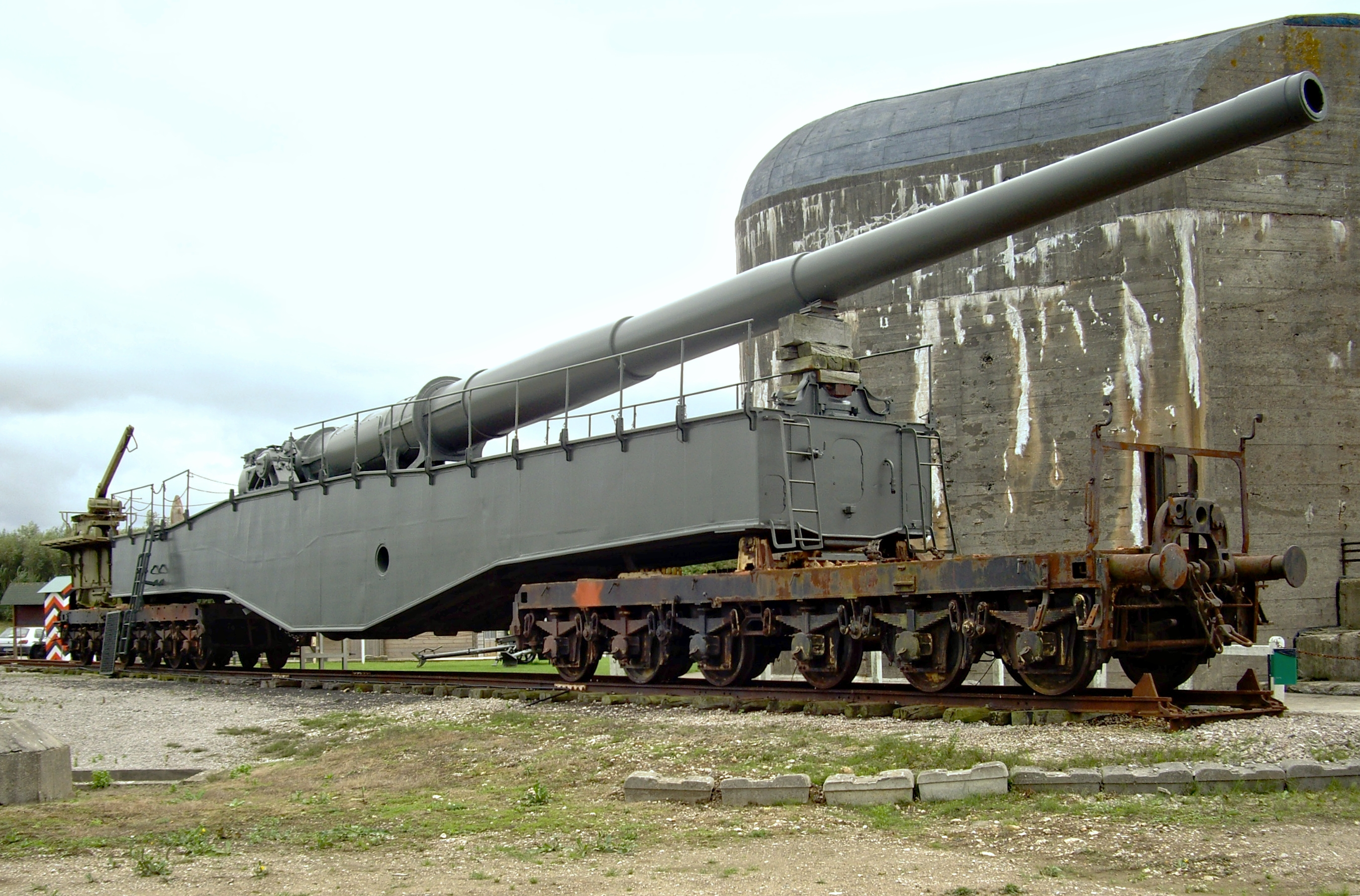
یکی از توپ‌های کروپ کا ۵ در موزه باتری تاد، اودانگان، فرانسه

این توپ‌ها در ۷ ژوئن ۱۹۴۴، اندکی پس از آزادسازی رم توسط متفقین، در کنار راه‌آهنی در شهر چیویتاوکیا کشف شدند. رابرت قبل از تسلیم خدمهٔ توپ‌ها تا حدودی نابود شده بود و لئوپولد نیز آسیب دیده بود، امّا نه به آن شدّت.
لئوپولد برای آزمایش و ارزیابی به پایگاه نظامی آبردین پروو گراوند ایالت مریلند فرستاده شد. با این حال، در اوایل سال ۲۰۱۱، در نتیجه قانون جابه‌جایی و تعطیلی پایگاه‌ها (BRAC) مصوب سال ۲۰۰۵، این توپ به فورت گرگ-آدامز ویرجینیا منتقل شد. هم‌اکنون این توپ در موزه مهمات ارتش ایالات متحده آمریکا در پادگان نظامی گرگ-آدامز (پترزبورگ، ویرجینیا) نگهداری می‌شود.
دومین توپ باقی‌مانده را می‌توان در موزه باتری تاد، نزدیک اودانگان در شمال فرانسه مشاهده کرد.